# Malżyce
Malżyce – wieś w Polsce położona w województwie świętokrzyskim, w powiecie kazimierskim, w gminie Czarnocin.
| SIMC    | Nazwa              | Rodzaj     |
| ------- | ------------------ | ---------- |
| 0235938 | Folwark            | część wsi  |
| 0235944 | Góry Budziszowskie | przysiółek |
| 0235950 | Sadzawka           | część wsi  |

W latach 1975–1998 miejscowość administracyjnie należała do województwa kieleckiego.